# Knockholt
Knockholt – wieś w Anglii, w hrabstwie Kent, w dystrykcie Sevenoaks. Leży 30 km na zachód od miasta Maidstone i 28 km na południowy wschód od centrum Londynu.